# جيروم أ. كوهن
جيروم أ. كوهن (بالإنجليزية: Jerome A. Cohen)‏ هو عالم صينيات أمريكي، ولد في 1 يوليو 1930 في إليزابيث في الولايات المتحدة.